# 8947 Mizutani
8947 Mizutani (1997 CH26) là một tiểu hành tinh vành đai chính được phát hiện ngày 14 tháng 2 năm 1997 bởi T. Kobayashi ở Oizumi.